# 天滿大自在天神

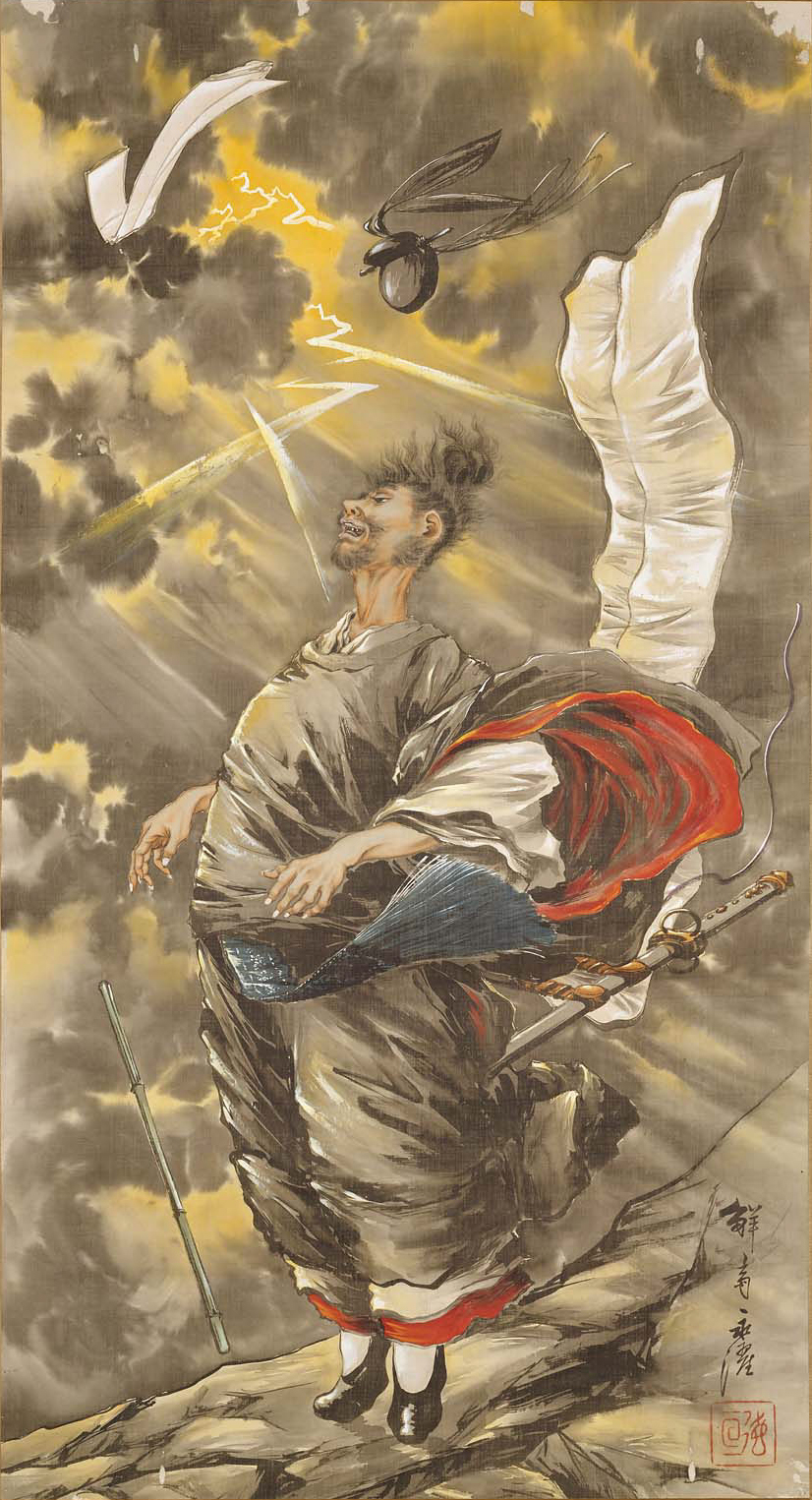
道真天拜山祈禱之圖（小林永濯・明治時代）

天滿大自在天神（てんまんだいじざいてんじん）是歿後的菅原道真的神格化之稱呼，或祭祀神格化的道真的神社。天神信仰、天滿宮的主神。學問之神、雷神。

## 信仰
主要作為學業・豐收之神祭祀，但是也有多種多樣的信仰。
另一方面，因為是歷史上的怨靈，所以，作為招來災厄之神受人畏怖。

## 神號
根據『北野天神緣起繪卷』、『菅家御傳記』，稱為天滿大自在天神。
之後，發生清涼殿落雷事件，京都的人們將北野之地曾祭祀的火雷神（天神地祇）和道真的怨靈連結，所以稱作火雷天神。
根據『日藏夢記（道賢上人冥途記）』，在三十三天被稱作日本太政威德天。在『參安樂寺詩』、『天神經』，分別稱作大聖威德天、實道權現。

### 神佛習合
神號天滿大自在天神和日本太政威徳天被認為是各自習合大自在天和大威德明王而來。本地佛是十一面觀音菩薩、不動明王、金輪、藥師如來、愛染明王、慈恵大師、阿彌陀如來、毘沙門天、大聖歡喜天、大弁才天神。又，根據前述等之思想，被認為也連結千手觀音、大日如來、地藏菩薩、文殊菩薩、觀世音菩薩。

## 眷屬
- 北政所吉祥女是道真的正室島田宣來子的神格化之神。和吉祥天習合。別號 花園大明神。本地佛是毘沙門天、吉祥天[11]。安產・子寶・育兒之神，也作為立身出世的守護神受到信仰。

- 紅姫天王是死於非命的道真之女紅姫，御靈在死後化為白狐現身，所以作為稻荷神的神格化之神[12]。正式名稱是最上位山崎紅姫天王。別稱紅姫大神。

- 老松大明神是眷屬第一之神，菅原道真的家臣（牛飼）島田忠興的神格化之神。生前，在登天拜山之時，為道真持笏。本地佛是不動明王[11]。

- 福部大明神是菅原道真的舍人，負責照顧牛的十川能福的神格化之神。也稱富部之神、瓢之神。本地佛是地藏菩薩、毘沙門天[11]。和老松神共同隨侍天神兩側，持舍利。和老松神同樣是荒神。

- 火雷天氣毒王是眷屬第三之使者，北野之地曾祭祀的地主神火雷神（天神地祇）導入天神信仰的神格。本地佛是降三世明王[11]。

- 白太夫大神是菅原道真的護衛，因白髪和大腹稱作「白太夫」，豐受大神宮神官家出身的渡會春彥（或松木春彥）的神格化之神。本地佛是不空羂索觀音、阿彌陀如來、毘沙門天、聖觀音[11]。竈神、向天神奉獻御饌之神。神德是子授。

- 景徳大明神是菅家廊下的門下生，道真左遷大宰府之時隨行，至晩年服侍道真的味酒安行的神格化之神。創建天原山庿院安樂寺（太宰府天滿宮前身）。

- 紅梅殿是飛梅傳說中，追隨菅原道真至大宰府的梅樹之精。

- 櫻葉大明神是右近之馬場的千本櫻之女神。和天照大御神、伊予親王同體。本地佛是十一面觀音菩薩、藥師如來、毘沙門天[11]。君之代的守護神、喉嚨治癒・音樂上達之神。

- 梅丸大明神是菅原道真御神體的神格化之神。治療皮膚病等之神。

- 天滿山三尺坊是『天狗經』的四十八天狗[13]中的大天狗，住在天滿山，鎮守大阪天滿宮[14]。

- 崇道天皇是光仁天皇之皇子，桓武天皇、能登内親王之同母弟。向桓武天皇等人作祟，造成平安遷都的大怨靈。本地佛是彌勒菩薩[11]。

- 天魔神是古來青森縣南部地方廣泛信仰的山之女神。疾病、子寶之神。同時也是男根信仰之神、向危害山的人作祟之祟神。

- 兵主部是河童的夥伴，比河童古老的妖怪。受到左遷途中的道真幫助，約定未來永劫，不會傷害道真一族[15]。

- 寛算是仰慕道真的安樂寺的傳說上的行者。本地佛是不動明王[11]。

## 北野曼荼羅
中世興盛的北野天滿宮的社寺參詣曼荼羅。以憤怒相的天滿大自在天神為中心，配置本地或寺社。
上部
- 圓相内五尊（本地）

不動明王・金輪・藥師如來・愛染明王・慈惠大師
下部
- 御堂

阿彌陀如來・觀音菩薩・多聞天・地藏菩薩・降三世明王 / 他
- 眷属社

老松神・福部神・白太夫・火雷神・飛梅・王子神 / 他
- 土地神社

一夜松・二本杉・御池・櫻葉 / 他
- 御靈社

崇道天皇・吉備真備 / 他
- 勸請社

貴船大明神・諏訪大明神・一言主神・惠比壽・八幡神 / 他

## 脚注
1. ↑  「天満天神」 - 大辞林 第三版、三省堂。
2. ↑  .   [2021-09-08]. （原始内容存档于2015-06-21）.
3. ↑  菅原道真がノンスタ井上裕介を呪っていたことが発覚！ 占い師「当て逃げ事故は呪いが原因」 （页面存档备份，存于）：TOCANA2017年3月23日
4. ↑  .   [2021-09-08]. （原始内容存档于2016-10-10）.
5. ↑  .   [2021-09-08]. （原始内容存档于2021-09-08）.
6. ↑  北野天満宮 雷除大祭案内
7. ↑  河音 2010，第240-243頁
8. 1 2  竹居 2008，第81-84頁
9. ↑  服部法照 "『天神経』について （页面存档备份，存于）"、印度學佛教學研究 42(1)、1993、pp.185-186
10. 1 2  瀬田 2015，第154-159頁
11. 1 2 3 4 5 6 7 8  .   [2021-09-08]. （原始内容存档于2021-09-08）.
12. ↑  .   [2021-09-08]. （原始内容存档于2021-09-08）.
13. ↑  .   [2021-09-08]. （原始内容存档于2016-10-29）.
14. ↑  亀井澄夫の妖怪不思議千一夜 泉北郡高石市の「天狗」 （页面存档备份，存于）：大阪日日新聞2016年8月27日
15. ↑  多田克己『 百鬼解読 (講談社文庫)』 講談社、2006年。p. 194

## 關連項目
- 菅原神社
- 天神信仰
- 天滿宮
- 大自在天
- 大威德明王
- 猫丸

## 外部連結
- 今に伝わる天神信仰 - 太宰府天満宮 （页面存档备份，存于）
- 菅原道真公について - 北野天満宮 （页面存档备份，存于）